# Amalia von Hatzfeld
Amalia von Hatzfeld, född omkring 1560, död 23 augusti 1628 på Kägleholm, var en svensk grevinna, hovdam och förvaltare. Hon var förvaltare av Raseborgs län i Finland från 1607 till 1610.
Amalia von Hatzfeld var dotter till Vilhelm von Hatzfeld och Sibylla von Rodenhausen. Hon var hovjungfru hos hertiginnan Maria av Pfalz. Hon gifte sig 3 september 1592 på Nyköpings slott med greve Mauritz Stensson Leijonhufvud och fick med honom dottern Ebba Mauritzdotter Lewenhaupt. Efter makens död förvaltade Amalia von Hatzfeld grevskapet Raseborg, vilket hon förvaltade fram till 1610 då det mot en avträdessumma återgavs åt Mauritz bror Axels son Sten.
Amalia von Hatzfeld begravdes den 20 februari 1629 i Mauritz Stensson Leijonhufvuds gravkor i Örebro stads kyrka.